# Trophée mondial de course en montagne 2007
Navigation
2006 2008
Le Trophée mondial de course en montagne 2007 est une compétition de course en montagne qui s'est déroulée le 15 septembre 2007 à Ovronnaz dans le canton du Valais en Suisse. Il s'agit de la vingt-troisième édition de l'épreuve. Le parcours a lieu sur le domaine skiable d'Ovronnaz et consiste en deux boucles de 4 km avec montée et descente.

## Résultats
La course féminine junior a lieu sur un parcours de 4,3 km et 260 m de dénivelé. Les Australiennes Lara Tamsett et Veronica Wallington réalisent une excellente course. Lara s'impose tandis que la Turque Hülya Baştuğ parvient à s'immiscer entre les deux pour décrocher la médaille d'argent,.
Le parcours de l'épreuve junior masculine mesure 8,3 km pour 520 m de dénivelé. Les Érythréens dominent la course en peloton groupé. C'est néanmoins l'Ougandais Geofrey Kusuro qui crée la sensation. Parvenant à doubler le trio érythréen au sprint final, il remporte le titre devant Moussie Semere et Ouqbit Tseggay.
La course féminine senior a lieu sur le même tracé que celui des juniors masculins. Favorisée par ce parcours en montée et descente, la Tchèque Anna Pichrtová se voit cependant menacée par l'Autrichienne Andrea Mayr. Accélérant dans la dernière descente, Anna parvient à semer sa poursuivante et décroche son premier titre mondial. Courant solidement en troisième position, l'Américaine Laura Haefeli faiblit en fin de course et voit remonter sur elle l'Italienne Elisa Desco. Dans un ultime effort, elle parvient à défendre sa position et décroche la médaille de bronze, menant son équipe sur la première marche du podium devant la République tchèque et l'Italie,,,.
Le parcours de la course senior masculine mesure 12,3 km pour 780 m de dénivelé. Grand favori sur ce parcours en montée et descente, l'Italien Marco De Gasperi mène la course de bout en bout pour remporter son cinquième titre. Il devance le duo érythréen composé de Tesfay Felfele et du champion junior de l'année précédente Ermias Tesfazghi. L'Écossais Joe Symonds termine en trombe mais rate le podium pour moins d'une seconde. L'Italie et l'Érythrée se retrouvent à égalité de points au classement par équipes mais l'avantage va à l'Italie grâce à la douzième place d'Andrea Regazzoni face à la quinzième place de Kessete Ghebrezghiabiher. La Suisse complète le podium,,.

### Seniors

#### Courses individuelles
| Rang               | Athlète                 | Pays       | Temps       |
| ------------------ | ----------------------- | ---------- | ----------- |
| Médaille d'or      | Marco De Gasperi        | Italie     | 51 min 49 s |
| Médaille d'argent  | Tesfay Felfele Yohannes | Érythrée   | 52 min 19 s |
| Médaille de bronze | Ermias Tesfazghi        | Érythrée   | 53 min 2 s  |
| 4                  | Joe Symonds             | Écosse     | 53 min 2 s  |
| 5                  | Adam Grice              | Angleterre | 53 min 10 s |
| 6                  | Marco Gaiardo           | Italie     | 53 min 31 s |
| 7                  | Alexis Gex-Fabry        | Suisse     | 53 min 38 s |
| 8                  | Sébastien Epiney        | Suisse     | 53 min 40 s |

| Rang               | Athlète                 | Pays               | Temps       |
| ------------------ | ----------------------- | ------------------ | ----------- |
| Médaille d'or      | Anna Pichrtová          | République tchèque | 39 min 11 s |
| Médaille d'argent  | Andrea Mayr             | Autriche           | 39 min 52 s |
| Médaille de bronze | Laura Haefeli           | États-Unis         | 41 min 19 s |
| 4                  | Elisa Desco             | Italie             | 41 min 25 s |
| 5                  | María Eugenia Rodríguez | Colombie           | 41 min 38 s |
| 6                  | Daneja Grandovec        | Slovénie           | 42 min 17 s |
| 7                  | Bernadette Meier        | Suisse             | 42 min 22 s |
| 8                  | Christine Lundy         | États-Unis         | 42 min 23 s |

#### Courses par équipes
| Rang               | Pays | Points |
| ------------------ | --- | ------ |
| Médaille d'or      | Italie Marco De Gasperi (1er) Marco Gaiardo (6e) Gabriele Abate (11e) Andrea Regazzoni (12e) Marco Rinaldi (26e) Davide Chicco (23e)           | 30     |
| Médaille d'argent  | Érythrée Tesfay Felfele Yohannes (2e) Ermias Tesfazghi (3e) Tewoldeberhan Kokob (10e) Kessete Ghebrezghiabiher (15e) Idris Adem Mohammed (16e) | 30     |
| Médaille de bronze | Suisse Alexis Gex-Fabry (7e) Sébastien Epiney (8e) David Schneider (22e) Andy Sutz (24e) Georges Volery (47e) André Marti (79e)                | 61     |

| Rang               | Pays                                                                                                | Points |
| ------------------ | --------------------------------------------------------------------------------------------------- | ------ |
| Médaille d'or      | États-Unis Laura Haefeli (3e) Christine Lundy (8e) Rachael Cuellar (12e) Anita Ortiz (31e)          | 23     |
| Médaille d'argent  | République tchèque Anna Pichrtová (1re) Iva Milesová (10e) Táňa Metelková (13e) Pavla Havlová (29e) | 24     |
| Médaille de bronze | Italie Elisa Desco (4e) Maria Grazia Roberti (11e) Monica Morstofolini (14e) Vittoria Salvini (16e) | 29     |

### Juniors

#### Courses individuelles
| Rang               | Athlète        | Pays     | Temps       |
| ------------------ | -------------- | -------- | ----------- |
| Médaille d'or      | Geofrey Kusuro | Ouganda  | 34 min 27 s |
| Médaille d'argent  | Moussie Semere | Érythrée | 34 min 32 s |
| Médaille de bronze | Ouqbit Tseggay | Érythrée | 34 min 34 s |

| Rang               | Athlète             | Pays      | Temps       |
| ------------------ | ------------------- | --------- | ----------- |
| Médaille d'or      | Lara Tamsett        | Australie | 20 min 48 s |
| Médaille d'argent  | Hülya Baştuğ        | Turquie   | 21 min 1 s  |
| Médaille de bronze | Veronica Wallington | Australie | 21 min 6 s  |

#### Courses par équipes
| Rang               | Pays                                                                                               | Points |
| ------------------ | -------------------------------------------------------------------------------------------------- | ------ |
| Médaille d'or      | Érythrée Moussie Semere (2e) Ouqbit Tseggay (3e) Michael Hiyabu (4e) Zer'emariam Tseggay(7e)       | 9      |
| Médaille d'argent  | Turquie Hasan Pak (5e) Ercan Muslu (9e) Erkan Kuş (11e) Mahmut Oruçlu (18e)                        | 25     |
| Médaille de bronze | Italie Alex Baldaccini (16e) Andrea Tabacchi (24e) Richard Tiraboschi (30e) Valerio Bendotti (35e) | 70     |

| Rang               | Pays                                                                        | Points |
| ------------------ | --------------------------------------------------------------------------- | ------ |
| Médaille d'or      | Australie Lara Tamsett (1re) Veronica Wallington (3e) Lauren McKillop (21e) | 4      |
| Médaille d'argent  | États-Unis Anna Lieb (4e) Maria Dalzot (8e) Kathryn Helmerick (30e)         | 12     |
| Médaille de bronze | Turquie Hülya Baştuğ (2e) Fatma Batı (11e) Fatma Baştuğ (27e)               | 13     |